# Bank żywności

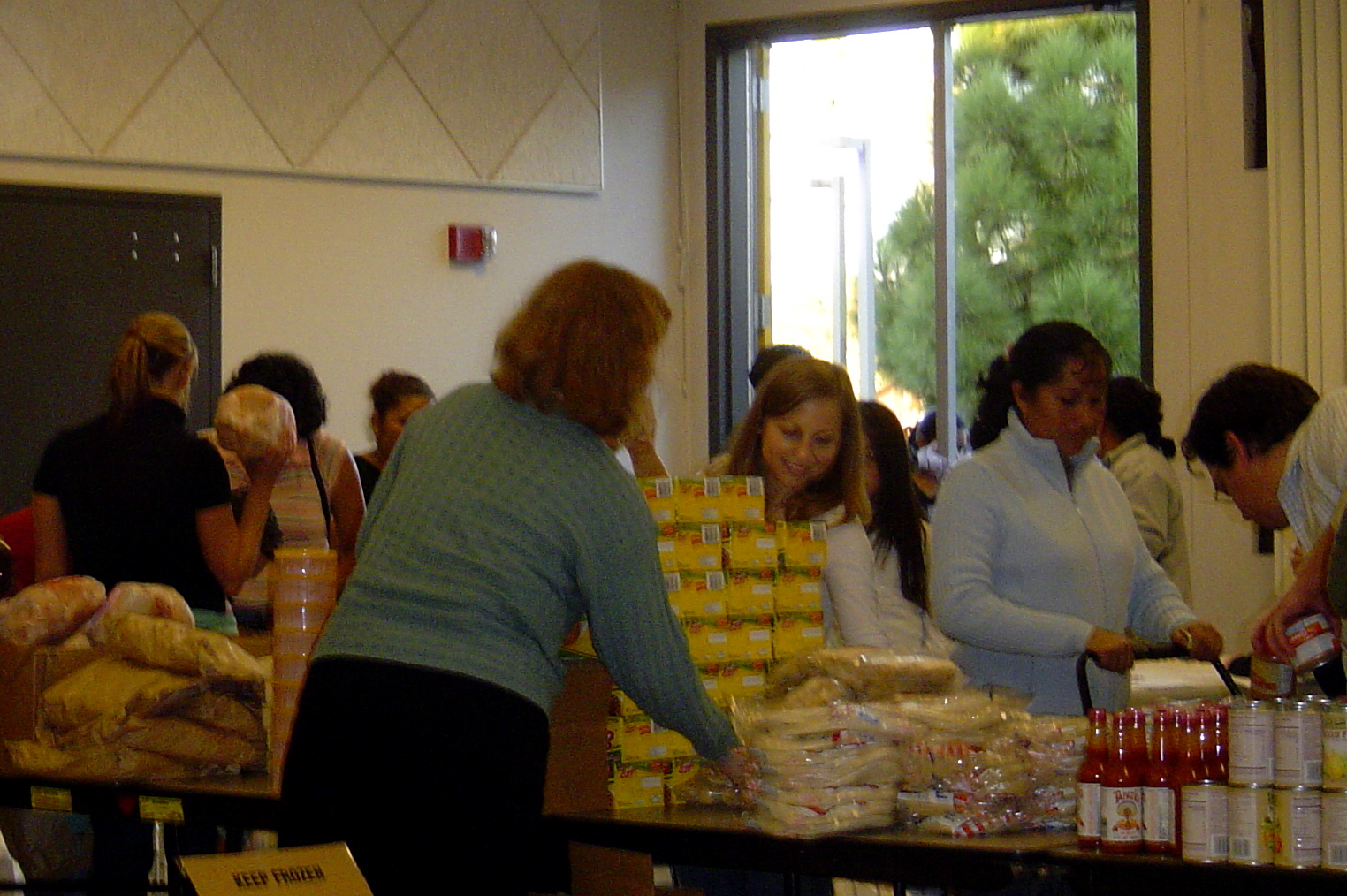
Wolontariusze przy przygotowywaniu paczek w banku żywności

Bank żywności – nazwa działalności instytucji charytatywnych polegającej na zbieraniu żywności wciąż zdatnej do spożycia lecz wycofywanej z obrotu, a która zostałaby zutylizowana i rozdzielanie jej wśród osób potrzebujących.
W 2011 roku została powołana Rada ds. Racjonalnego Wykorzystania Żywności przez Federację Polskich Banków Żywności, a która działa pod patronatem Ministra Rolnictwa i Rozwoju Wsi.
Banki żywności tradycyjnie przed świętami Bożego Narodzenia  oraz w okresie wielkanocnym rozpoczynają Świąteczną Zbiórkę Żywności i zachęcają wszystkich do wsparcia osób najuboższych.

## Struktura organizacyjna
W Polsce działa 31 Banków Żywności, a ich siedziby zlokalizowane są w następujących miastach:

- Chojnice
- Chorzów
- Ciechanów
- Częstochowa
- Elbląg
- Gdańsk
- Gorzów Wielkopolski
- Grudziądz
- Kielce
- Konin
- Kraków
- Leszno
- Lublin
- Łódź
- Nowe Bielice
- Olsztyn
- Opole
- Ostrowiec Świętokrzyski
- Piła
- Płock
- Poznań
- Radom
- Rzeszów
- Siedlce
- Słupsk
- Suwałki
- Tarnobrzeg
- Tczew
- Toruń
- Warszawa
- Wrocław